# Gill Byrd
Gill Arnette Byrd (San Francisco, 20 febbraio 1961) è un ex giocatore di football americano e allenatore di football americano statunitense che ha militato nei ruoli di cornerback nella National Football League (NFL).

## Carriera da giocatore
Al college Byrd giocò a football alla San Jose State University. Fu scelto dai San Diego Chargers nel corso del primo giro (22º assoluto) nel Draft NFL 1983. Vi giocò per tutta la carriera fino al 1992, venendo convocato per il Pro Bowl nelle sue due ultime stagioni e venendo inserito per tre volte nella formazione ideale della stagione All-Pro. Chiuse la carriera con 42 intercetti, con un massimo stagionale di 7 per tre stagioni consecutive dal 1988 al 1990.

## Palmarès
- Convocazioni al Pro Bowl: 2

1991, 1992
- First-team All-Pro: 1

1989
- Second-team All-Pro: 1

1990, 1992
- Formazione ideale del 40º anniversario dei Chargers
- Formazione ideale del 50º anniversario dei Chargers

## Vita privata
È il padre di Jairus Byrd, tre volte Pro Bowler nella NFL. Anche il nipote, Richard Rodgers, ha giocato nella NFL.